# Marcel Mittelbach

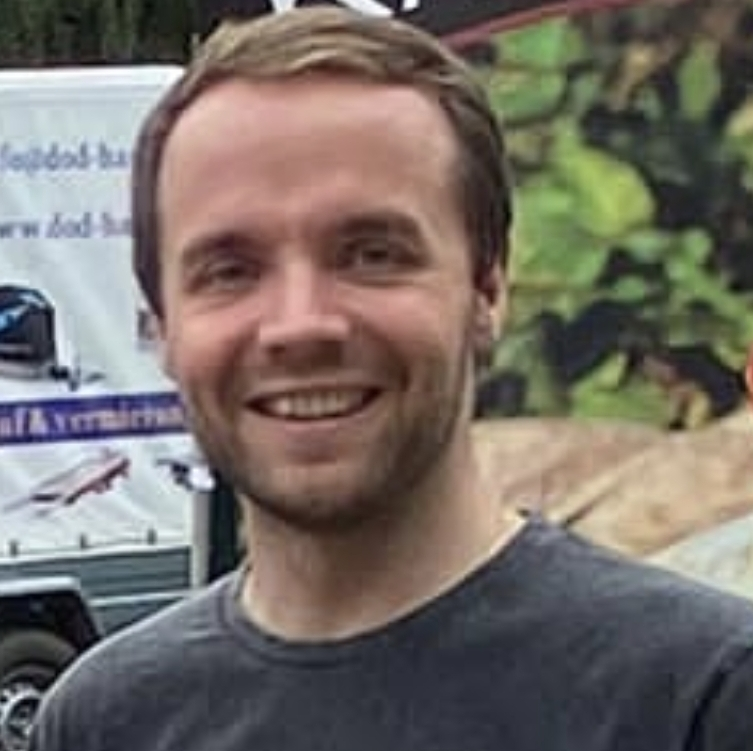
Marcel Mittelbach (2022) auf dem Waltroper Parkfest

Marcel Mittelbach (* 4. Oktober 1989 in Waltrop) ist ein Kommunalpolitiker (SPD) und seit dem 1. November 2020 Bürgermeister von Waltrop (Kreis Recklinghausen) in Nordrhein-Westfalen.

## Werdegang
Marcel Mittelbach war Vorsitzender der SPD Waltrop. Nach der Ausbildung zum Verwaltungsfachwirt arbeitete er als Referent des Bürgermeisters in Castrop-Rauxel. 2020 gewann er die Wahl gegen Nicole Moenikes (CDU) zum Bürgermeister der Stadt Waltrop. Er gewann mit ca. 64 Prozent in der Stichwahl.

## Bürgermeister
Für das Bürgermeisteramt wurde Mittelbach von der SPD bei der Kommunalwahl in Nordrhein-Westfalen 2020 als Kandidat aufgestellt. Er bewarb sich unter anderem mit folgenden Themen:
- Bezahlbarer Wohnraum, Unterstützung von Tiny Houses
- Ausbau der Fahrradwege
- Belebung der Innenstadt
- Stärkung des Ehrenamtes
- Ausbau der Angebote für alle Altersgruppen
- Modernisierung der Verwaltung
- Städtepartnerschaften
- Carsharing

Nachdem keiner der Kandidaten für das Bürgermeisteramt am 13. September 2020 die erforderliche absolute Mehrheit erhielt, hat Marcel Mittelbach bei der Stichwahl am 27. September 2020 63,96 % der gültigen Wählerstimmen bekommen. Für die bis 31. Oktober 2020 amtierende Bürgermeisterin Nicole Moenikes (CDU) blieben nur 36,04 %.
Wie schon seine Vorgängerinnen im Amt, Nicole Moenikes und Anne Heck-Guthe (SPD), übernahm Mittelbach eine Stadt mit hoher Verschuldung.

## Ehrenamtliches Engagement
Mittelbach engagiert sich ehrenamtlich in folgenden Vereinen:
- Bezirksleiter des DLRG-Bezirk Emscher-Lippe-Land e. V.
- Vorsitzender der DLRG OG Waltrop e. V. (2016–2021), Rettungsschwimmer und Bootsführer im Wasserrettungsdienst und Truppführer im Katastrophenschutz

- Geschäftsführer im Waltroper Bürgerbadverein 2012 e. V.[7]
- Mitglied im Verein Deutsch-Türkischer Freundeskreis e. V.
- Mitglied im Heimatverein Waltrop e. V.
- Mitglied in der Arbeiterwohlfahrt
- stellvertretender Vorsitzender im Verein WiWa, wo er sich für ein Mehrgenerationen-Wohnprojekt auf dem ehemaligen Gelände des Waldstadions engagiert